# Diploderma (schimmel)
Diploderma is een geslacht van korstmossen behorend tot de familie Teloschistaceae. De typesoort is Diploderma tuberosum, maar deze staat niet in Species Fungorum.

## Soorten
Volgens Index Fungorum telt het geslacht een soort (peildatum april 2023):
| Soortnaam             | Auteur(s) | Publicatiejaar |
| --------------------- | --------- | -------------- |
| Diploderma avellaneum | Lloyd     | 1917           |